# Sogndal Fotball 2018
Questa voce raccoglie le informazioni riguardanti il Sogndal Fotball nelle competizioni ufficiali della stagione 2018.

## Stagione
A seguito del 14º posto arrivato nell'Eliteserien 2017 ed alla conseguente retrocessione a causa della sconfitta nello spareggio contro il Ranheim, nella stagione 2018 il Sogndal avrebbe partecipato alla 1. divisjon ed al Norgesmesterskapet. Il 20 dicembre 2017 sono stati compilati i calendari per la 1. divisjon: alla 1ª giornata, il Sogndal avrebbe fatto visita all'Aalesund, al Color Line Stadion.

## Rosa
| N. |                        | Ruolo | Calciatore          |
| -- | ---------------------- | ----- | ------------------- |
| 1  | Norvegia (bandiera)    | P     | Mathias Dyngeland   |
| 2  | Nigeria (bandiera)     | D     | Akeem Latifu        |
| 4  | Norvegia (bandiera)    | D     | Kjetil Wæhler       |
| 5  | Estonia (bandiera)     | D     | Nikita Baranov      |
| 5  | Norvegia (bandiera)    | D     | Victor Grodås       |
| 6  | Norvegia (bandiera)    | C     | Henrik Furebotn     |
| 7  | Norvegia (bandiera)    | C     | Eirik Schulze       |
| 9  | Norvegia (bandiera)    | A     | Ulrik Flo           |
| 11 | Norvegia (bandiera)    | A     | Martin Ramsland     |
| 12 | Norvegia (bandiera)    | P     | Kjetil Haug         |
| 15 | Norvegia (bandiera)    | D     | Per-Magnus Steiring |
| 16 | Inghilterra (bandiera) | D     | Reiss Greenidge     |
| 17 | Guinea (bandiera)      | C     | Didé Fofana         |
| 18 | Norvegia (bandiera)    | A     | Sigurd Haugen       |
| 19 | Norvegia (bandiera)    | A     | Ole Amund Sveen     |
| 20 | Norvegia (bandiera)    | A     | Markus Brændsrød    |

| N. |                       | Ruolo | Calciatore             |
| -- | --------------------- | ----- | ---------------------- |
| 21 | Norvegia (bandiera)   | P     | Kristian Rutlin        |
| 22 | Norvegia (bandiera)   | C     | Lars Christian Kjemhus |
| 23 | Norvegia (bandiera)   | C     | Edin Øy                |
| 24 | Norvegia (bandiera)   | C     | Sixten Dalen Jensen    |
| 25 | Danimarca (bandiera)  | A     | Kasper Nissen          |
| 27 | Norvegia (bandiera)   | C     | Eirik Birkelund        |
| 28 | Nigeria (bandiera)    | A     | Akor Adams             |
| 28 | Norvegia (bandiera)   | C     | Johan Hove             |
| 29 | Norvegia (bandiera)   | C     | Tomas Totland          |
| 30 | Norvegia (bandiera)   | C     | Joachim Soltvedt       |
| 31 | Norvegia (bandiera)   | D     | Ulrik Fredriksen       |
| 34 | Norvegia (bandiera)   | C     | Simen Brekkhus         |
| 40 | Norvegia (bandiera)   | D     | Even Hovland           |
| 77 | Montenegro (bandiera) | C     | Staniša Mandić         |
| –– | Norvegia (bandiera)   | C     | Bjørn Helge Riise      |
| –– | Norvegia (bandiera)   | A     | Trond Olsen            |

## Calciomercato

### Sessione invernale(dal 12/01 al 04/04)
| Arrivi           | Arrivi              | Arrivi          | Arrivi        |
| R.               | Nome                | da              | Modalità      |
| ---------------- | ------------------- | --------------- | ------------- |
| P                | Kjetil Haug         | Manchester City | definitivo    |
| D                | Akeem Latifu        |                 | svincolato    |
| C                | Sixten Dalen Jensen | Vard Haugesund  | definitivo    |
| C                | Henrik Furebotn     | Fredrikstad     | fine prestito |
| A                | Ulrik Flo           |                 | svincolato    |
| A                | Sigurd Haugen       | Odd             | definitivo    |
| Altre operazioni |                     |                 |               |
| R.               | Nome                | da              | Modalità      |
| D                | Magnus Pedersen     | Elverum         | fine prestito |
| A                | Fredrik Flo         | Bryne           | fine prestito |

| Partenze | Partenze            | Partenze        | Partenze      |
| R.       | Nome                | a               | Modalità      |
| -------- | ------------------- | --------------- | ------------- |
| P        | Tarjei Aase Omenås  | Aalesund        | definitivo    |
| D        | Even Hovland        | Rosenborg       | definitivo    |
| D        | Espen Næss Lund     |                 | svincolato    |
| D        | Magnus Pedersen     |                 | svincolato    |
| D        | Christophe Psyché   |                 | svincolato    |
| D        | Ole Martin Rindarøy | Molde           | fine prestito |
| D        | Eirik Skaasheim     |                 | svincolato    |
| D        | Bjørn Inge Utvik    | Sarpsborg 08    | definitivo    |
| D        | Kjetil Wæhler       |                 | svincolato    |
| C        | Gilbert Koomson     | Brann           | definitivo    |
| C        | Chidiebere Nwakali  | Manchester City | fine prestito |
| C        | Taijo Teniste       |                 | svincolato    |
| A        | Bendik Bye          | Kristiansund BK | definitivo    |
| A        | Fredrik Flo         | Fana            | prestito      |

### Tra le due sessioni
| Arrivi | Arrivi        | Arrivi | Arrivi     |
| R.     | Nome          | da     | Modalità   |
| ------ | ------------- | ------ | ---------- |
| D      | Kjetil Wæhler |        | svincolato |

| Partenze | Partenze | Partenze | Partenze |
| R.       | Nome     | a        | Modalità |
| -------- | -------- | -------- | -------- |

### Sessione estiva(dal 19/07 al 15/08)
| Arrivi | Arrivi            | Arrivi          | Arrivi     |
| R.     | Nome              | da              | Modalità   |
| ------ | ----------------- | --------------- | ---------- |
| D      | Nikita Baranov    | Kristiansund BK | definitivo |
| C      | Staniša Mandić    | Čukarički       | definitivo |
| C      | Bjørn Helge Riise | Aalesund        | definitivo |
| A      | Akor Adams        | Jamba           | prestito   |
| A      | Trond Olsen       | Bodø/Glimt      | definitivo |

| Partenze         | Partenze       | Partenze     | Partenze      |
| R.               | Nome           | a            | Modalità      |
| ---------------- | -------------- | ------------ | ------------- |
| P                | Kjetil Haug    | Elverum      | prestito      |
| D                | Victor Grodås  | Strømmen     | definitivo    |
| C                | Johan Hove     | Strømsgodset | definitivo    |
| C                | Edin Øy        | Ljungskile   | definitivo    |
| A                | Kasper Nissen  | Levanger     | prestito      |
| Altre operazioni |                |              |               |
| R.               | Nome           | da           | Modalità      |
| C                | Staniša Mandić | Čukarički    | fine prestito |

## Risultati

### 1. divisjon

#### Girone di andata
| Ålesund 3 aprile 2018, ore 19:00 1ª giornata | Aalesund     | 0 – 0 referto | Sogndal | Color Line Stadion (4.742 spett.)\| Arbitro: \| Eskås (Oslo) \| |
| Arbitro:                                     | Eskås (Oslo) |               |         |                                                                 |

| Arbitro: | Tennøy (Bergen) |

|             |           |                 |
| Schulze 87’ | Marcatori | 6’ Nymo Matland |

## Statistiche

### Statistiche di squadra
| Competizione       | Punti | In casa | In casa | In casa | In casa | In casa | In casa | In trasferta | In trasferta | In trasferta | In trasferta | In trasferta | In trasferta | Totale | Totale | Totale | Totale | Totale | Totale | DR |
| Competizione       | Punti | G       | V       | N       | P       | Gf      | Gs      | G            | V            | N            | P            | Gf           | Gs           | G      | V      | N      | P      | Gf     | Gs     | DR |
| ------------------ | ----- | ------- | ------- | ------- | ------- | ------- | ------- | ------------ | ------------ | ------------ | ------------ | ------------ | ------------ | ------ | ------ | ------ | ------ | ------ | ------ | -- |
| 1. divisjon        | 0     | 0       | 0       | 0       | 0       | 0       | 0       | 0            | 0            | 0            | 0            | 0            | 0            | 0      | 0      | 0      | 0      | 0      | 0      | 0  |
| Norgesmesterskapet | -     | 0       | 0       | 0       | 0       | 0       | 0       | 0            | 0            | 0            | 0            | 0            | 0            | 0      | 0      | 0      | 0      | 0      | 0      | 0  |
| Totale             | -     | 0       | 0       | 0       | 0       | 0       | 0       | 0            | 0            | 0            | 0            | 0            | 0            | 0      | 0      | 0      | 0      | 0      | 0      | 0  |

### Andamento in campionato
| Giornata  | 1 | 2 | 3 | 4 | 5 | 6 | 7 | 8 | 9 | 10 | 11 | 12 | 13 | 14 | 15 | 16 | 17 | 18 | 19 | 20 | 21 | 22 | 23 | 24 | 25 | 26 | 27 | 28 | 29 | 30 |
| --------- | - | - | - | - | - | - | - | - | - | -- | -- | -- | -- | -- | -- | -- | -- | -- | -- | -- | -- | -- | -- | -- | -- | -- | -- | -- | -- | -- |
| Luogo     | T | C | T | C | T | C | T | C | T | C  | T  | C  | T  | C  | T  | C  | T  | C  | T  | C  | C  | T  | C  | T  | C  | T  | T  | C  | T  | C  |
| Risultato | N | N |   |   |   |   |   |   |   |    |    |    |    |    |    |    |    |    |    |    |    |    |    |    |    |    |    |    |    |    |
| Posizione |   |   |   |   |   |   |   |   |   |    |    |    |    |    |    |    |    |    |    |    |    |    |    |    |    |    |    |    |    |    |

Fonte:  OBOS-ligaen 2018, su altomfotball.no, Altomfotball. URL consultato l'8 gennaio 2018 (archiviato dall'url originale il 12 gennaio 2018).
Legenda:

Luogo: C = Casa; T = Trasferta. Risultato: V = Vittoria; N = Pareggio; P = Sconfitta.

### Statistiche dei giocatori
| Giocatore       | 1. divisjon | 1. divisjon | 1. divisjon | 1. divisjon | Norgesmesterskapet | Norgesmesterskapet | Norgesmesterskapet | Norgesmesterskapet | Coppe europee | Coppe europee | Coppe europee | Coppe europee | Altre coppe | Altre coppe | Altre coppe | Altre coppe | Totale   | Totale | Totale      | Totale     |
| Giocatore       | Presenze    | Reti        | Ammonizioni | Espulsioni  | Presenze           | Reti               | Ammonizioni        | Espulsioni         | Presenze      | Reti          | Ammonizioni   | Espulsioni    | Presenze    | Reti        | Ammonizioni | Espulsioni  | Presenze | Reti   | Ammonizioni | Espulsioni |
| --------------- | ----------- | ----------- | ----------- | ----------- | ------------------ | ------------------ | ------------------ | ------------------ | ------------- | ------------- | ------------- | ------------- | ----------- | ----------- | ----------- | ----------- | -------- | ------ | ----------- | ---------- |
| A. Adams        | 0           | 0           | 0           | 0           | 0                  | 0                  | 0                  | 0                  |               |               |               |               |             |             |             |             | 0        | 0      | 0           | 0          |
| N. Baranov      | 0           | 0           | 0           | 0           | -                  | -                  | -                  | -                  |               |               |               |               |             |             |             |             | 0        | 0      | 0           | 0          |
| E. Birkelund    | 0           | 0           | 0           | 0           | 0                  | 0                  | 0                  | 0                  |               |               |               |               |             |             |             |             | 0        | 0      | 0           | 0          |
| M. Brændsrød    | 0           | 0           | 0           | 0           | 0                  | 0                  | 0                  | 0                  |               |               |               |               |             |             |             |             | 0        | 0      | 0           | 0          |
| S. Brekkhus     | 0           | 0           | 0           | 0           | 0                  | 0                  | 0                  | 0                  |               |               |               |               |             |             |             |             | 0        | 0      | 0           | 0          |
| S. Dalen Jensen | 0           | 0           | 0           | 0           | 0                  | 0                  | 0                  | 0                  |               |               |               |               |             |             |             |             | 0        | 0      | 0           | 0          |
| M. Dyngeland    | 0           | -0          | 0           | 0           | 0                  | -0                 | 0                  | 0                  |               |               |               |               |             |             |             |             | 0        | 0      | 0           | 0          |
| U. Flo          | 0           | 0           | 0           | 0           | 0                  | 0                  | 0                  | 0                  |               |               |               |               |             |             |             |             | 0        | 0      | 0           | 0          |
| D. Fofana       | 0           | 0           | 0           | 0           | 0                  | 0                  | 0                  | 0                  |               |               |               |               |             |             |             |             | 0        | 0      | 0           | 0          |
| U. Fredriksen   | 0           | 0           | 0           | 0           | 0                  | 0                  | 0                  | 0                  |               |               |               |               |             |             |             |             | 0        | 0      | 0           | 0          |
| H. Furebotn     | 0           | 0           | 0           | 0           | 0                  | 0                  | 0                  | 0                  |               |               |               |               |             |             |             |             | 0        | 0      | 0           | 0          |
| R. Greenidge    | 0           | 0           | 0           | 0           | 0                  | 0                  | 0                  | 0                  |               |               |               |               |             |             |             |             | 0        | 0      | 0           | 0          |
| V. Grodås       | 0           | 0           | 0           | 0           | 0                  | 0                  | 0                  | 0                  |               |               |               |               |             |             |             |             | 0        | 0      | 0           | 0          |
| K. Haug         | 0           | -0          | 0           | 0           | 0                  | -0                 | 0                  | 0                  |               |               |               |               |             |             |             |             | 0        | 0      | 0           | 0          |
| S. Haugen       | 0           | 0           | 0           | 0           | 0                  | 0                  | 0                  | 0                  |               |               |               |               |             |             |             |             | 0        | 0      | 0           | 0          |
| J. Hove         | 0           | 0           | 0           | 0           | 0                  | 0                  | 0                  | 0                  |               |               |               |               |             |             |             |             | 0        | 0      | 0           | 0          |
| E. Hovland      | 0           | 0           | 0           | 0           | 0                  | 0                  | 0                  | 0                  |               |               |               |               |             |             |             |             | 0        | 0      | 0           | 0          |
| L. Kjemhus      | 0           | 0           | 0           | 0           | 0                  | 0                  | 0                  | 0                  |               |               |               |               |             |             |             |             | 0        | 0      | 0           | 0          |
| A. Latifu       | 0           | 0           | 0           | 0           | 0                  | 0                  | 0                  | 0                  |               |               |               |               |             |             |             |             | 0        | 0      | 0           | 0          |
| S. Mandić       | 0           | 0           | 0           | 0           | 0                  | 0                  | 0                  | 0                  |               |               |               |               |             |             |             |             | 0        | 0      | 0           | 0          |
| K. Nissen       | 0           | 0           | 0           | 0           | 0                  | 0                  | 0                  | 0                  |               |               |               |               |             |             |             |             | 0        | 0      | 0           | 0          |
| T. Olsen        | 0           | 0           | 0           | 0           | -                  | -                  | -                  | -                  |               |               |               |               |             |             |             |             | 0        | 0      | 0           | 0          |
| E. Øy           | 0           | 0           | 0           | 0           | 0                  | 0                  | 0                  | 0                  |               |               |               |               |             |             |             |             | 0        | 0      | 0           | 0          |
| M. Ramsland     | 0           | 0           | 0           | 0           | 0                  | 0                  | 0                  | 0                  |               |               |               |               |             |             |             |             | 0        | 0      | 0           | 0          |
| B. Riise        | 0           | 0           | 0           | 0           | -                  | -                  | -                  | -                  |               |               |               |               |             |             |             |             | 0        | 0      | 0           | 0          |
| K. Rutlin       | 0           | -0          | 0           | 0           | 0                  | -0                 | 0                  | 0                  |               |               |               |               |             |             |             |             | 0        | 0      | 0           | 0          |
| E. Schulze      | 0           | 0           | 0           | 0           | 0                  | 0                  | 0                  | 0                  |               |               |               |               |             |             |             |             | 0        | 0      | 0           | 0          |
| J. Soltvedt     | 0           | 0           | 0           | 0           | 0                  | 0                  | 0                  | 0                  |               |               |               |               |             |             |             |             | 0        | 0      | 0           | 0          |
| P. Steiring     | 0           | 0           | 0           | 0           | 0                  | 0                  | 0                  | 0                  |               |               |               |               |             |             |             |             | 0        | 0      | 0           | 0          |
| O. Sveen        | 0           | 0           | 0           | 0           | 0                  | 0                  | 0                  | 0                  |               |               |               |               |             |             |             |             | 0        | 0      | 0           | 0          |
| T. Totland      | 0           | 0           | 0           | 0           | 0                  | 0                  | 0                  | 0                  |               |               |               |               |             |             |             |             | 0        | 0      | 0           | 0          |
| K. Wæhler       | 0           | 0           | 0           | 0           | 0                  | 0                  | 0                  | 0                  |               |               |               |               |             |             |             |             | 0        | 0      | 0           | 0          |